# Чемпионат Азии по международным шашкам среди женщин
Чемпионат Азии по международным шашкам среди женщин — соревнование по шашкам, которое проводится Азиатской конфедерацией шашек и является отборочным соревнованием на чемпионат мира. Первый чемпионат Азии прошёл в 2010 году в Улан-Баторе.
С 2012 года чемпионат Азии проводится ежегодно. В последние годы турниры проводятся одновременно по трём программам: в основной программе, в быстрых шашках и в блице, а также в разных возрастных категориях. Очередной чемпионат был проведён только в 2022 году из-за пандемии Covid 19.
В рамках чемпионата Азии проводятся также чемпионаты по шашкам-64 (с 2013 года) и по турецким шашкам (с 2015 года).

## Призёры
| Призёры Чемпионатов Азии по международным шашкам среди женщин | Призёры Чемпионатов Азии по международным шашкам среди женщин | Призёры Чемпионатов Азии по международным шашкам среди женщин | Призёры Чемпионатов Азии по международным шашкам среди женщин | Призёры Чемпионатов Азии по международным шашкам среди женщин | Призёры Чемпионатов Азии по международным шашкам среди женщин |
| ------------------------------------------------------------- | ------------------------------------------------------------- | ------------------------------------------------------------- | ------------------------------------------------------------- | ------------------------------------------------------------- | ------------------------------------------------------------- |
| Год                                                           | Место                                                         | Золото                                                        | Серебро                                                       | Бронза                                                        | Форма соревнований                                            |
| 2010                                                          | Улан-Батор,                                                   | Сайера Юлдашева                                               | Нигина Бозорова                                               | Мунхбаатар Нямжаргал                                          | турнир по круговой системе с дополнительными матчами          |
| 2012                                                          | Куала-Лумпур,                                                 | Мунхбаатар Нямжаргал                                          | Чжао Ханьцин                                                  | Эрдэнетсогт Мандахнаран                                       |                                                               |
| 2013                                                          | Ташкент,                                                      | Эрдэнетсогт Мандахнаран                                       | Бо Лянь                                                       | Цзя Янь                                                       | швейцарская система в 8 туров                                 |
| 2014                                                          | Бангкок,                                                      | Алатэнхуа                                                     | Моломжамцын Одгэрэл                                           | Бо Лянь                                                       | швейцарская система в 7 туров                                 |
| 2015                                                          | Ташкент,                                                      | Чжан Ю                                                        | Я Сай                                                         | Шахзода Турсунмуротова                                        | швейцарская система в 7 туров                                 |
| 2016                                                          | Улан-Батор,                                                   | Мунхбаатар Нямжаргал                                          | Моломжамцын Одгэрэл                                           | Батдэлгэрийн Нандинцэцэг                                      | швейцарская система в 9 туров                                 |
| 2017                                                          | Ташкент,                                                      | Чжао Ханьцин                                                  | Я Сай                                                         | Чжан Ю                                                        | швейцарская система в 7 туров                                 |
| 2018                                                          | Синьтай,                                                      | Чжан Ю                                                        | Чжао Ханьцин                                                  | Энхболд Хуслен                                                | швейцарская система в 8 туров                                 |
| 2019                                                          | Ташкент,                                                      | Мишээл Баяр                                                   | Я Сай                                                         | Шахзода Турсунмуротова                                        | швейцарская система в 7 туров                                 |
| 2022                                                          | Ташкент,                                                      | Энхболд Хуслен                                                | Батдаваа Йесуи                                                | Эрденесаихан Даариимаа                                        | швейцарская система в 7 туров                                 |
| 2024                                                          | Ташкент,                                                      | Мунхжин Баатархуу                                             | Чжан Ю                                                        | Анужин Баатархуу                                              | швейцарская система в 7 туров                                 |

### Блиц
| Призёры Чемпионатов Азии по международным шашкам среди женщин (блиц) | Призёры Чемпионатов Азии по международным шашкам среди женщин (блиц) | Призёры Чемпионатов Азии по международным шашкам среди женщин (блиц) | Призёры Чемпионатов Азии по международным шашкам среди женщин (блиц) | Призёры Чемпионатов Азии по международным шашкам среди женщин (блиц) | Призёры Чемпионатов Азии по международным шашкам среди женщин (блиц) |
| -------------------------------------------------------------------- | -------------------------------------------------------------------- | -------------------------------------------------------------------- | -------------------------------------------------------------------- | -------------------------------------------------------------------- | -------------------------------------------------------------------- |
| Год                                                                  | Место                                                                | Золото                                                               | Серебро                                                              | Бронза                                                               | Форма соревнований                                                   |
| 2010                                                                 | Улан-Батор,                                                          | Алатэнхуа                                                            | Бадамдоржийн Тувшинзая                                               | Эрдэнетсогт Мандахнаран                                              | круговая система                                                     |
| 2012                                                                 | Куала-Лумпур,                                                        | Мунхбаатар Нямжаргал                                                 | Чжао Ханьцин                                                         | Цагаанцоожийн Энхцэцэг                                               |                                                                      |
| 2013                                                                 | Ташкент,                                                             | Чжао Ханьцин                                                         | Эрдэнетсогт Мандахнаран                                              | Бо Лянь                                                              |                                                                      |
| 2014                                                                 | Бангкок,                                                             | Алатэнхуа                                                            | Сайера Юлдашева                                                      | Гомбосурэнгийн Энхтуя                                                | круговая система                                                     |
| 2015                                                                 | Ташкент,                                                             | Чжао Ханьцин                                                         | Нигина Бозорова                                                      | Моломжамцын Одгэрэл                                                  | швейцарская система в 7 туров                                        |
| 2016                                                                 | Улан-Батор,                                                          | Я Сай                                                                | Чжан Ю Ганбаагийн Хэрлэнмурэн                                        | ------                                                               | швейцарская система в 7 туров                                        |
| 2017                                                                 | Ташкент,                                                             | Чжао Ханьцин                                                         | Чжан Ю                                                               | Отгон-Эрдэнэ Батбаатар                                               | швейцарская система в 7 туров                                        |
| 2018                                                                 | Синьтай,                                                             | Я Сай                                                                | Чжан Ю                                                               | Ганбаагийн Хэрлэнмурэн                                               | круговая система                                                     |
| 2019                                                                 | Ташкент,                                                             | Энхболд Хуслен                                                       | Я Сай                                                                | Мин Лю                                                               | круговая система                                                     |
| 2022                                                                 | Ташкент,                                                             | Энхболд Хуслен                                                       | Батдаваа Йесуи                                                       | Мунхжин Баатархуу                                                    | швейцарская система в 7 туров                                        |
| 2024                                                                 | Ташкент,                                                             | Сайя Гансухэ                                                         | Батдаваа Йесуи                                                       | Чжан Ю                                                               | швейцарская система в 7 туров                                        |

### Быстрые шашки
| Призёры Чемпионатов Азии по международным шашкам среди женщин (быстрые шашки) | Призёры Чемпионатов Азии по международным шашкам среди женщин (быстрые шашки) | Призёры Чемпионатов Азии по международным шашкам среди женщин (быстрые шашки) | Призёры Чемпионатов Азии по международным шашкам среди женщин (быстрые шашки) | Призёры Чемпионатов Азии по международным шашкам среди женщин (быстрые шашки) | Призёры Чемпионатов Азии по международным шашкам среди женщин (быстрые шашки) |
| ----------------------------------------------------------------------------- | ----------------------------------------------------------------------------- | ----------------------------------------------------------------------------- | ----------------------------------------------------------------------------- | ----------------------------------------------------------------------------- | ----------------------------------------------------------------------------- |
| Год                                                                           | Место                                                                         | Золото                                                                        | Серебро                                                                       | Бронза                                                                        | Форма соревнований                                                            |
| 2012                                                                          | Куала-Лумпур,                                                                 | Ши Сысюань                                                                    | Эрдэнетсогт Мандахнаран                                                       | Сайера Юлдашева                                                               |                                                                               |
| 2015                                                                          | Ташкент,                                                                      | Чжао Ханьцин                                                                  | Моломжамцын Одгэрэл                                                           | Я Сай                                                                         | швейцарская система в 7 туров                                                 |
| 2016                                                                          | Улан-Батор,                                                                   | Чжан Ю                                                                        | Моломжамцын Одгэрэл                                                           | Я Сай                                                                         | швейцарская система в 7 туров                                                 |
| 2017                                                                          | Ташкент,                                                                      | Я Сай                                                                         | Моломжамцын Одгэрэл                                                           | Чжан Ю                                                                        | швейцарская система в 7 туров                                                 |
| 2018                                                                          | Синьтай,                                                                      | Чжан Ю                                                                        | Я Сай                                                                         | Чжао Ханьцин                                                                  | круговая система                                                              |
| 2019                                                                          | Ташкент,                                                                      | Я Сай                                                                         | Энхболд Хуслен                                                                | Мин Лю                                                                        | круговая система                                                              |
| 2022                                                                          | Ташкент,                                                                      | Энхболд Хуслен                                                                | Мунхжин Баатархуу                                                             | Шахзода Турсунмуротова                                                        | швейцарская система в 7 туров                                                 |
| 2024                                                                          | Ташкент,                                                                      | Мунхжин Баатархуу                                                             | Чжан Ю                                                                        | Анужин Баатархуу                                                              | швейцарская система в 7 туров                                                 |